# Калинино (Лельчицкий район)
Калинино (бел.  Калініна ) — бывшая деревня в Боровском сельсовете Лельчицкого района Гомельской области Белоруссии.
На севере урочища Круг и Деренце.

## География

### Расположение
В 17 км на юго-запад от Лельчиц, 82 км от железнодорожной станции Ельск (на линии Калинковичи — Овруч), 194 км от Гомеля, 1,5 км от границы с Украиной.

### Гидрография
На западе, юге и востоке сеть мелиоративных каналов, соединённых с реками Уборть (приток реки Припять) и Дохница (приток реки Уборть).

## Транспортная сеть
Транспортные связи по просёлочной, затем автомобильной дороге Глушковичи — Лельчицы. Застройка деревянная, усадебного типа.

## История
Основана в начале 1920-х годов переселенцами из соседних деревень на бывших помещичьих землях. В 1932 году жители вступили в колхоз. Согласно переписи 1959 года в составе колхоза имени М. И. Калинина (центр — Марковское).

## Население

### Численность
- 2004 год — 1 хозяйство, 1 житель.
- 2011 год — жителей нет.

### Динамика
- 1959 год — 170 жителей (согласно переписи).
- 2004 год — 1 хозяйство, 1 житель